# Plummerinella
Plummerinella es un género de foraminífero bentónico de la subfamilia Calcivertellinae, de la familia Cornuspiridae, de la superfamilia Cornuspiroidea, del suborden Miliolina y del orden Miliolida. Su especie tipo es Plummerinella complexa. Su rango cronoestratigráfico abarca desde el Stephaniense (Carbonífero superior) hasta el Pérmico.

## Discusión
Clasificaciones más recientes incluyen Plummerinella en la familia Calcivertellidae de la superfamilia Nubecularioidea.

## Clasificación
Plummerinella incluye a las siguientes especies:
- Plummerinella complexa †
- Plummerinella kimberleyensis †